# 다이스기

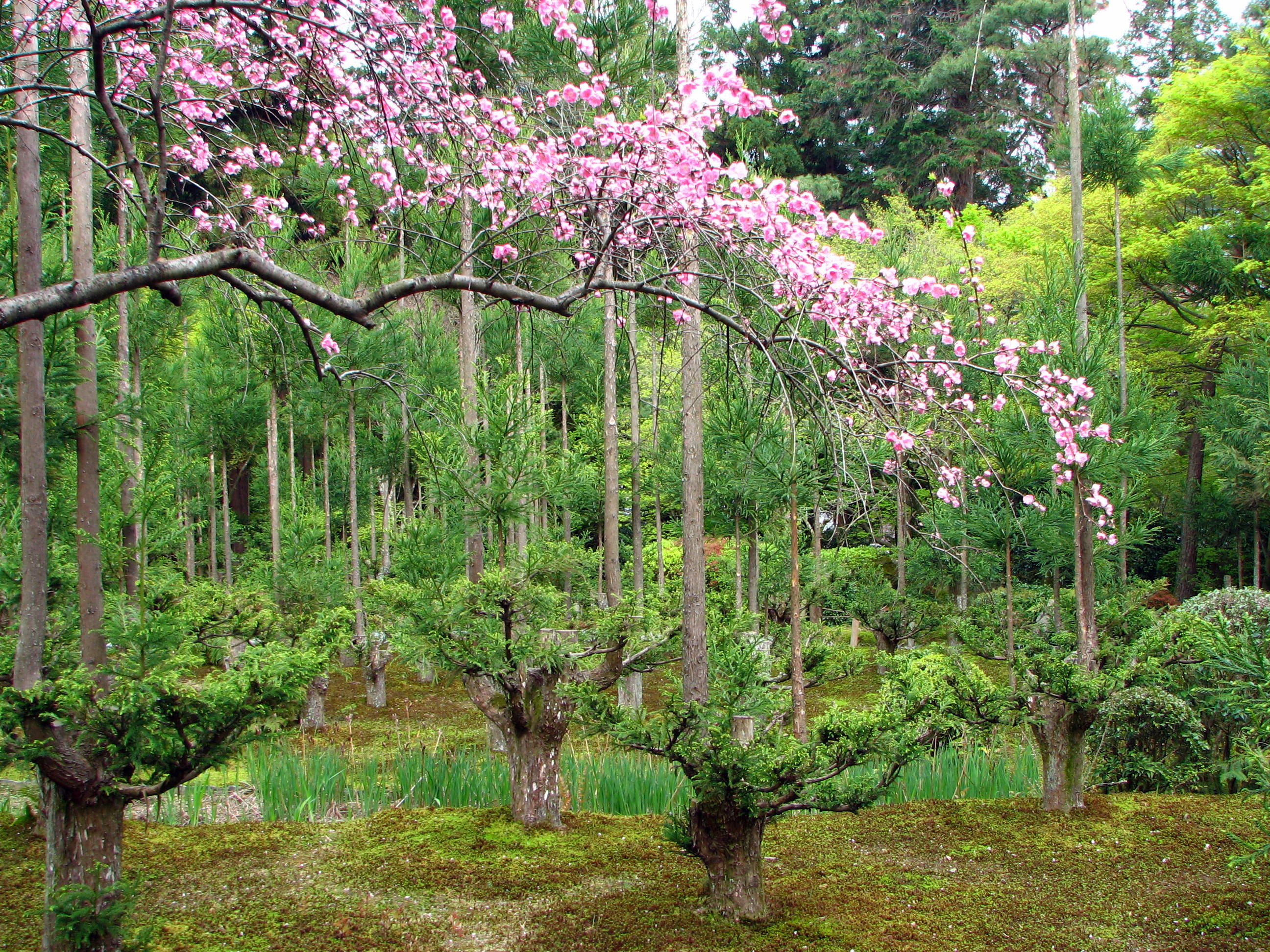
료안지의 다이스기

다이스기(일본어: 台杉 だいすぎ[*])는 일본에서 삼나무에 이용되는 가지치기 기법이다.
나무의 원줄기가 일직선으로 자라도록 밑동의 잔가지를 가지치기를 한다. 무로마치 시대부터 다이스기를 통해 목재를 생산해 냈을 것이라 추정되며, 이러한 삼나무 목재는 주로 도코노마를 짓는 데 사용되었다. 교토시 기타야마의 삼나무 인공림이 대표적인 다이스기 삼림지이다.
일본에서 14세기경부터 스키야즈쿠리(数寄屋造り) 건축양식이 유행하면서 이에 필요한 일직선 형태의 목재 수요가 증가하자, 분재 전지법을 원래 크기의 나무에 적용하는 다이스기 기법이 발달하였다.
다이스기 기법을 통해서는 전체 나무를 벌목하지 않고도 일직선 형태의 목재를 얻을 수 있다. 다이스기는 삼림지 관리에서 유래하였으나, 일본 정원에서도 찾아볼 수 있다.